# Sangiaccato di Albania
Il sangiaccato di Albania (in turco sancak-i Arvanid, Arvanid-ili sancağı) era un'unità amministrativa di secondo livello (sangiaccato/sanjak) dell'Impero ottomano, situato in quella che è oggi l'Albania centrale e meridionale. Il suo territorio si estendeva tra Krujë a nord e il fiume Kalamas a sud. Fu fondato nel 1415-1417, e fu soppresso nel 1466 con l'istituzione del sangiaccato di Elbasan.

## Contesto
Durante il XIV secolo, il dominio ottomano iniziò ad estendersi sul Mediterraneo orientale e sui Balcani. La divisione dell'Albania in piccoli feudi litigiosi governati da signori feudali indipendenti e capi tribù li rese facili prede per gli eserciti ottomani. Nel 1385, il sovrano di Durazzo, Carlo Thopia, fece appello al sultano per avere il sostegno contro i suoi rivali, la famiglia Balšić. Una forza ottomana marciò rapidamente in Albania lungo la Via Egnatia e sconfisse Balša II nella battaglia di Vijose. I principali clan albanesi giurarono presto fedeltà all'Impero ottomano. Gli ottomani permisero ai capi clan albanesi conquistati di mantenere le loro posizioni e le loro proprietà, ma con il dovere di pagare un tributo, di inviare i loro figli alla corte ottomana come ostaggi e di fornire all'esercito ottomano truppe ausiliarie.

## Amministrazione
Le terre albanesi appena occupate furono organizzate nel sancak-i Arvanid ("sangiaccato degli Arvaniti"), un distretto amministrativo-militare soggetto al più ampio eyalet di Rumelia (Balcani ottomani). Il sangiaccato era suddiviso in nove sottodistretti (vilayet) comprendenti una città e i villaggi circostanti, guidati dal bey. I vilayet a loro volta erano suddivisi in nahiya sotto la supervisione di un naib (giudice distrettuale). Il sangiaccato di Albania rappresenta la prima definizione dell'Albania da parte dell'Impero ottomano come unità territoriale, legando la lingua albanese ad un territorio specifico.
Nel 1431-1432 il governatore ottomano Umur Bey compilò un defter (indagine catastale) nel sangiaccato, che si estendeva da Krujë a nord fino alla valle del fiume Kalamas a sud.
| Vilâyet               | Sede                       | Note                    |
| --------------------- | -------------------------- | ----------------------- |
| Ergirikasrı o Zenebis | Ergirikasrı (Argirocastro) |                         |
| Klisura               | Klisura (Këlcyrë)          |                         |
| Kanina                | Kanina (Kaninë)            |                         |
| Belgrado              | Belgrado (Berat)           |                         |
| domani                | Tomorince (Tomorricë)      |                         |
| İskrapar              | İskrapar (Skrapar)         |                         |
| Pavlo-Kurtik          |                            | 20 timar (9 cristiani). |
| Çartolos              |                            |                         |
| Akçahisar             | Akçahisar (Krujë)          |                         |

## Storia
Il sangiaccato fu fondato nel 1415-1417. Dal 1431, la capitale del sangiaccato sembra essere stata Valona.
Nel periodo 1431-1432 tutte le famiglie rurali e urbane e le loro proprietà furono registrate in tutti e dieci i distretti del sangiaccato. Il registro del 1432 mostra che i distretti del sangiaccato di Albania erano ulteriormente suddivisi in 335 timar, ciascuno composto da due o tre villaggi. Il registro arvanite è uno dei primi registri fondiari disponibili negli archivi dell'Impero ottomano, ed è stato pubblicato nel 1954.
Nel 1432 Andrea Thopia e Giorgio Arianiti si ribellarono contro l'impero. Quando iniziò la rivolta albanese del 1432-1436, il sanjakbey d'Albania era Ali Bey Evrenosoglu. La rivolta fu infine soppressa durante le campagne del 1435-1436 di Ali Bey e Turakhan Beg.
Nel 1437, quando Teodoro III Musachi si ribellò contro gli ottomani, il sanjak-bey dell'Albania era suo figlio Yakup Bey Nel 1437-1438 Skanderbeg fu nominato subaşi di Krujë, e successivamente Hizir Bey fu nuovamente nominato a tale posizione nel novembre 1438. La prima posizione di Hadım Suleiman Pascià fuori dal palazzo del sultano fu la posizione di sanjakbey del sangiaccato di Albania, che mantenne fino al 1439 quando fu nominato beylerbey dell'eyalet di Rumelia. Quando nel 1441 Përmet fu annessa al sangiaccato di Albania, Yakup Bey è menzionato come il suo sanjakbey. Tale posizione rimase fino al settembre 1442 quando fu ucciso come uno dei 16 sanjakbey ottomani sotto il comando di Hadım Şehabeddin i quali furono tutti uccisi dalle forze cristiane comandate da Janos Hunyadi in una battaglia vicino al fiume Ialomița.
Hadım Suleiman Pascià fu per breve tempo il sanjak-bey dell'Albania prima di diventare il sanjak-bey di Smederevo.
Il sangiaccato di Albania fu soppresso nel 1466, dopo la costruzione del castello di Elbasan che vide l'istituzione del Sangiaccato di Elbasan. Il nuovo sangiaccato incorporò Isbat (Shpat) e Çermenika. Contemporaneamente fu istituito il Sangiaccato di Avlona (Valona) con i sottodistretti (kaza) di Skrapar, Përmet, Pogon, Tepelenë e Argirocastro.

## Governatori
- Ali Bey Evrenosoglu (c. 1432-1437)
- Yakup Bey (1437-1438)
- Hadım Şehabeddin (1438-1439)
- Yakup Bey (1441–settembre 1442)
- Hadım Suleiman Pascià (?)